# Yōko Tsukasa

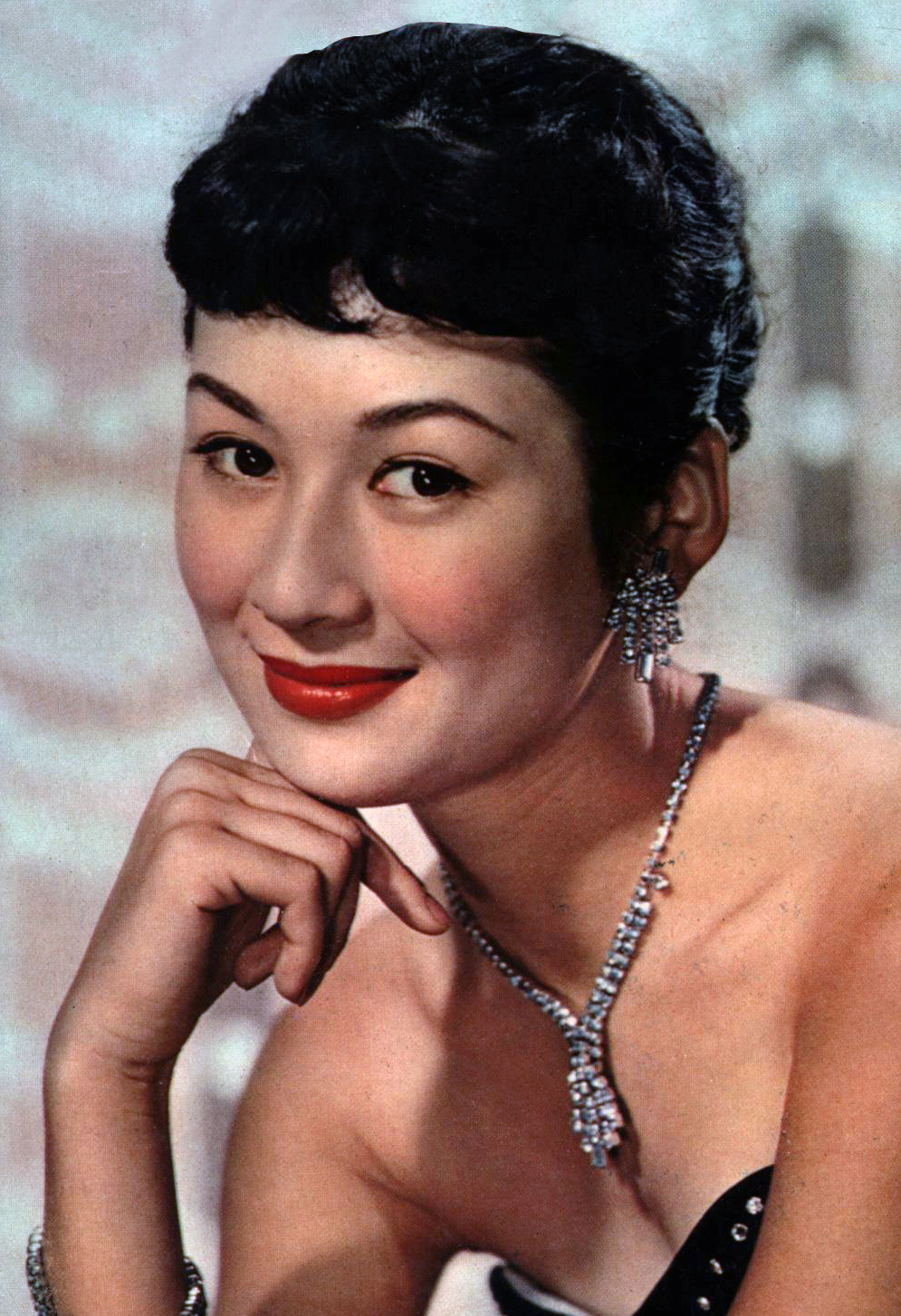
Yōko Tsukasa (1955)

Yōko Tsukasa (japanisch 司 葉子 Tsukasa Yōko; * 20. August 1934 in der Präfektur Tottori) ist eine japanische Schauspielerin.

## Leben
Yōko Tsukasa wurde 1934 in der Präfektur Tottori geboren. Sie begann ihre Schauspielkarriere 1955 mit 21 Jahren in einer Rolle in Tenka taihei. Noch im selben Jahr erhielt sie ihre erste größere Rolle in Meoto zenzai.
Ihren international wohl bekanntesten Filmauftritt hatte Tsukasa 1960 als Ayako Miwa an der Seite von Setsuko Hara und Mariko Okada in Ozu Yasujirōs Drama Spätherbst. 1961 spielte sie die Rolle der Nui in Akira Kurosawas Yojimbo – Der Leibwächter, die ihr auch außerhalb Japans zu Bekanntheit verhalf. Im selben Jahr war Tsukasa zudem als Noriko in Der Herbst der Familie Kohayagawa, ebenfalls ein Film von Ozu Yasujirō, zu sehen.
1966 spielte Tsukasa die besonders in Japan viel beachtete Hauptrolle der Shintani Hana in Noboru Nakamuras Filmdrama Kinokawa. Für ihre schauspielerische Leistung wurde sie im Folgejahr mehrfach ausgezeichnet, darunter 1967 als beste Schauspielerin mit dem Blue Ribbon Award.
In den folgenden Jahren trat Yoko Tsukasa in mehreren Dutzend Film- und Fernsehproduktionen auf. 1971 übernahm sie eine Hauptrolle in der japanischen Fernsehserie Daichūshingura. Zu den bekanntesten Filmen ihrer späteren Karriere zählt der Katastrophenfilm Weltkatastrophe 1999? – Die Prophezeiung des Nostradamus aus dem Jahr 1974. Ihre bislang letzte Filmrolle spielte Tsukasa 2003 in Fukumimi. Sie ist jedoch bis heute als Schauspielerin in Fernsehserien aktiv. Für ihre Verdienste um die Filmszene in ihrem Land wurde Tsukasa mehrfach von der japanischen Regierung ausgezeichnet.

## Auszeichnungen
- 1967: Blue Ribbon Award als beste Schauspielerin für ihre Rolle in Kinokawa
- 1967: Kinema-Jumpō-Preis als beste Schauspielerin für ihre Rollen in Kinokawa, Hikinige und Jinchoge
- 1967: Preis des Mainichi Eiga Concours als beste Hauptdarstellerin für ihre Rolle in Kinokawa
- 2003: Ehrenmedaille Japans am Violetten Band
- 2010: Orden der Aufgehenden Sonne

## Filmografie (Auswahl)
- 1955: Tenka taihei
- 1955: Meoto zenzai
- 1959: Aru kengo no shōgai
- 1959: Nippon Tanjō
- 1960: Spätherbst (Akibiyori)
- 1961: Yojimbo – Der Leibwächter (Yōjimbō)
- 1961: Der Herbst der Familie Kohayagawa (Kohayagawa-ke no aki)
- 1962: Chūshingura: Hana no Maki, Yuki no Maki
- 1966: Hikinige
- 1966: Kinokawa
- 1966: Jinchoge
- 1967: Jōi-uchi: Hairyō tsuma shimatsu
- 1969: Goyōkin
- 1969: Shinsengumi
- 1971: Daichūshingura (Fernsehserie)
- 1974: Weltkatastrophe 1999? – Die Prophezeiung des Nostradamus (Nosutoradamusu no Daiyogen)
- 2003: Fukumimi